# El medio HAT
HAT Medium ( medio de hipoxantina - aminopterina - timidina ) es un medio de selección para el cultivo de células de mamíferos, que se basa en la combinación de aminopterina, un fármaco que actúa como un potente inhibidor del metabolismo del folato al inhibir la dihidrofolato reductasa, con hipoxantina (un derivado de la purina ) y timidina (un desoxinucleósido ) que son intermediarios en la síntesis de ADN . El truco es que la aminopterina bloquea la síntesis de ADN de novo, que es absolutamente necesaria para que se produzca la división celular, pero la hipoxantina y la timidina proporcionan a las células la materia prima para evadir el bloqueo (la "vía de rescate"), siempre que tengan las enzimas adecuadas., lo que significa tener copias funcionales de los genes que los codifican.
La aminopterina bloquea específicamente la enzima dihidrofolato reductasa, que produce tetrahidrofolato (THF) mediante la reducción de dihidrofolato. El THF, actuando en asociación con proteínas específicas, puede recibir unidades de carbono individuales que luego se transfieren a objetivos específicos.
Uno de los objetivos importantes para la reproducción celular es la timidilato sintasa, que crea monofosfato de timidina (TMP) a partir de monofosfato de desoxiuridina (dUMP). Mediante reacciones de fosforilación adicionales, el TMP se puede utilizar para producir trifosfato de timidina (TTP), uno de los cuatro precursores de nucleótidos que utilizan las ADN polimerasas para crear ADN . Sin el THF necesario para convertir dUMP, no puede haber TTP y la síntesis de ADN no puede continuar, a menos que se pueda producir TMP a partir de otra fuente. La fuente alternativa es la timidina presente en el medio HAT que puede ser absorbida por las células y fosforilada por la timidina quinasa (TK) en TMP.
La síntesis de IMP (precursor de GMP y GTP, y de AMP y ATP) también requiere THF y también se puede evitar. En este caso , la hipoxantina-guanina fosforribosiltransferasa (HGPRT) hace reaccionar la hipoxantina absorbida del medio con PRPP, liberando pirofosfato, para producir IMP por una vía de recuperación.
Por lo tanto, el uso del medio HAT para el cultivo celular es una forma de selección artificial de células que contienen TK y HGPRT funcionales. Muchos refinamientos útiles del esquema son posibles gracias a los venenos que matan las células, pero a las que son inmunes si carecen de uno de estos genes. Por lo tanto, una célula que carece de TK es resistente a la bromodesoxiuridina (BrdU) y una célula que carece de HGPRT es resistente a la 6-tioguanina (6-TG) y la 8-azaguanina . Por tanto, la selección con uno de los dos últimos fármacos, seguido de medio HAT, producirá colonias revertidas.
El medio HAT se utiliza para la preparación de anticuerpos monoclonales . Este proceso se llama tecnología de hibridoma . Los animales de laboratorio (p. ej., ratones) se exponen primero a un antígeno contra el que estamos interesados en aislar un anticuerpo . Una vez que los esplenocitos se aíslen del mamífero, las células B se fusionan con células de mieloma inmortalizadas HGPRT negativas utilizando polietilenglicol o el virus Sendai . De continuación, las células fusionadas se incuban en el medio HAT . La aminopterina en el medio bloquea la vía de novo . Por lo tanto, las células de mieloma no fusionadas mueren, ya que no pueden producir nucleótidos por la vía de recuperación o de novo . Las células B no fusionadas mueren porque tienen una vida útil corta. De esta manera, solo sobreviven los híbridos de células B y mieloma. Estas células producen anticuerpos (una propiedad de las células B) y son inmortales (una propiedad de las células de mieloma). A continuación, el medio incubado se diluye en placas de múltiples pocillos hasta el punto de que cada pocillo contenga solo 1 célula. Luego se puede verificar el sobrenadante en cada pozo para el anticuerpo deseado. Dado que los anticuerpos en un pozo son producidos por la misma célula B, se dirigirán hacia el mismo epítopo y se conocen como anticuerpos monoclonales.
La producción de anticuerpos monoclonales fue inventada por primera vez por César Milstein y Georges JF Köhler, lo que les valió el Premio Nobel de Fisiología o Medicina de 1984, compartido con Niels Kaj Jerne.